# Fontaine des Tables
La fontaine des Tables est un monument situé dans la ville du Puy-en-Velay dans le département de la Haute-Loire.
La fontaine des Tables, du Choriste ou de l'Ange est classée au titre des monuments historiques par arrêté du 13 avril 1907.